# Xylopia hastarum
Xylopia hastarum är en kirimojaväxtart som beskrevs av M. L. Green. Xylopia hastarum ingår i släktet Xylopia och familjen kirimojaväxter. IUCN kategoriserar arten globalt som nära hotad. Inga underarter finns listade i Catalogue of Life.